# 원자 시계

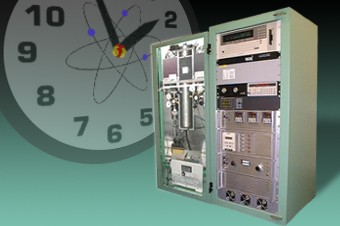

원자 시계(原子時計)는 원자의 진동수가 일정함을 이용하여 만든 시계이다. 온도 등의 외부 영향을 거의 받지 않아 정확도가 매우 높다. 암모니아, 루비듐, 수소 등이 사용되나, 그 중 국제원자시의 기준이 되는 세슘 원자로 만든 세슘 원자 시계가 특히 정확성이 높으며, 오차는 300만년에 1초이다. 보도(步道, 1일간에 늦어지거나 빨라지는 양)는 0.0000001초이다.

## 같이 보기
- KRISS-1 - 대한민국이 자체 기술로 만든 원자 시계
- NIST-F2 - 현존 최고정밀 세슘분수원자시계